# Ютубер
Юту́бер (ютю́бер, ютью́бер; англ. YouTuber) — человек, публикующий и снимающий видеоролики на видеохостинговой платформе YouTube.

## Этимология
Термин «ютубер» классифицирует людей, основной или единственной платформой которых являются каналы (личные аккаунты) на видеохостинге YouTube.

## История

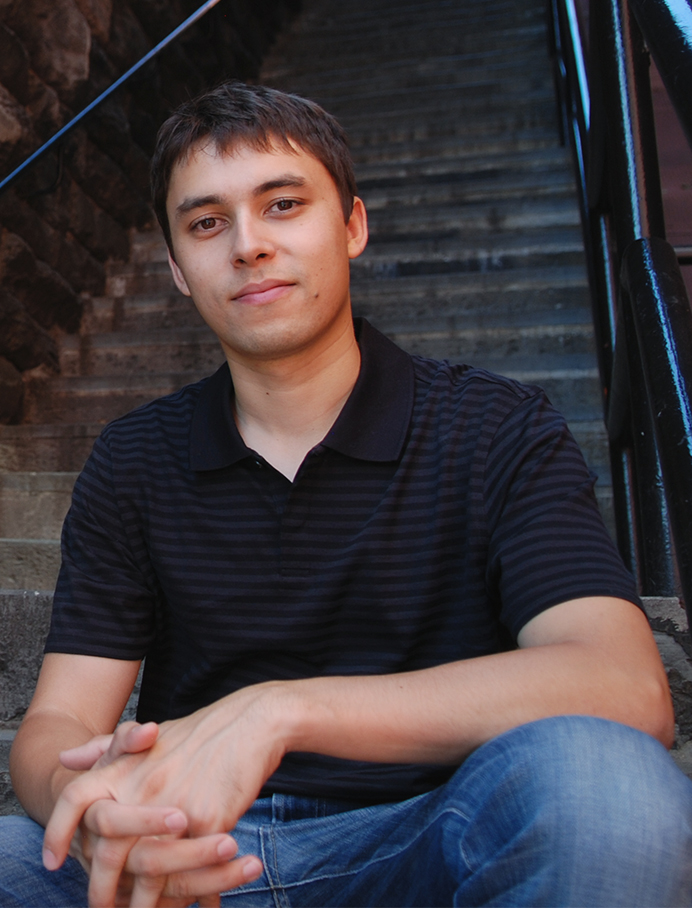
Один из основателей YouTube Джавед Карим, создавший второй канал после Its gets better project (самый первый канал) на видеохостинге после релиза, 23 апреля 2005 года.

Доменное имя youtube.com было зарегистрировано 14 февраля 2005 года бывшими работниками Paypal Чадом Хёрли, Стивом Ченом и Джаведом Каримом. Самым первым каналом на YouTube является «jawed», запущенный 23 апреля 2005 года (по PDT; 24 апреля 2005 года по UTC) одним из основателей видеосервиса Джаведом Каримом. В тот день на канале появилось первое видео под названием «Me at the zoo» (рус. Я в зоопарке) в формате влога.
В октябре 2005 года видеосервис представил новую функцию — подписки на каналы.
The New York Times утверждает, что большинство видео на YouTube до 2006 года были сфокусированы на различных формах талантов: трюки с переворотами, имитация пения и другие, которые были похожи на то, что делают в передаче Saturday Night Live. К июню 2006 года различные голливудские и музыкальные компании начали предлагать сотрудничество с ютуберами. Первым, как полагают, была комедийный блогер Брук Бродак (через Карсона Дейли), затем канадский певец Джастин Бибер (через певца Ашера) и врач, ставший политическим сатириком, — Бассем Юссеф (через Egyptian Television Network). В 2007 году на YouTube была запущена «Партнёрская программа» — механизм распределения доходов от рекламы, который позволял ютуберам получать доход с видео, загружаемых на платформу.
К октябрю 2015 года на YouTube насчитывалось более 17 тысяч каналов, число подписчиков которых было выше ста тысяч, и около 1,5 тысяч, число подписчиков которых было выше одного миллиона.

## Влияние
Согласно многочисленным исследованиям, ютуберы стали важным источником информации и развлечений для поколения Y. Влиятельных ютуберов часто называют микрознаменитостями. Поскольку YouTube широко представлен как видеоплатформа и социальная сеть по алгоритму bottom-up, люди уверены, что ютуберы не связаны с устоявшейся коммерческой системой культуры знаменитостей, а кажутся им самоуправляемыми и независимыми. Люди уверены, что ютуберы рассматриваются как наиболее достоверный источник информации, чему также способствует прямая связь между ютубером и зрителем с помощью YouTube.
В опросе, проведенном Южно-Калифорнийским университетом в 2014 году среди 13–18-летних в США, о том, кто является для них более влиятельным: ютуб-знаменитости или же обычные знаменитости, ютуберы заняли первые пять мест рейтинга, а комедийный дуэт Smosh занял первое место. При повторном опросе в 2015 году, статистика показала, что шесть первых мест заняли ютуб-знаменитости, а ютубер KSI по их версии стал самым влиятельным.
Несколько ютуб-знаменитостей вместе с их влиянием на медиасферу, таких как Зои Сагг и Пьюдипай, стали объектами научных исследований. Из-за этого уровня влияния Роберт Ховден выступил за создание нового индекса, аналогичного g-индексу и h-индексу, для оценки результатов работы людей и влияния на YouTube.

## Коммерческий успех
Заметный успех YouTube-деятелей привлёк внимание различных компаний и корпораций, которые были готовы проспонсировать видеоролики ютуберов за появление своей продукции в них. В 2015 году от экономического журнала Forbes появилась информация, что ютуб-деятель Пьюдипай заработал более 12 миллионов долларов, что больше заработков популярных деятелей киноиндустрии Камерон Диас и Гвинет Пэлтроу. В августе 2018 года такие торговые сети как Walmart, Nordstrom и другие начали поиски послов для своих компаний в лице популярных ютуберов.

## YouTube Rewind
В конце каждого года, начиная с 2010-го, YouTube представляет видеоролик, в котором принимают участие многие видные деятели видеохостинга и освещаются различные популярные тренды и тенденции уходящего года. В конце 2020 года команда видеохостинга заявила о том, что в связи с массовой эпидемией, YouTube Rewind будет отменён и отложен на следующий год.